# 大浜街道
大浜街道（おおはまかいどう）は愛知県名古屋市と碧南市とを結ぶ街道である。

## 概要
愛知県愛知郡鳴海町から知多郡を経て同郡東浦村大字緒川で師崎街道と合流して境川を渡り、碧海郡刈谷町大字刈谷から南下して依佐美村、高浜町、新川町を経て大浜町に至る。
現在の愛知県道50号名古屋碧南線に相当する。

## 通過する自治体
愛知県
- 名古屋市（緑区）
- 大府市
- 知多郡東浦町
- 刈谷市
- 高浜市
- 碧南市

## 江戸期の大浜街道
上記のルートとは別に、大浜から高浜、高棚、箕輪を経て大浜茶屋（現在の安城市浜屋町）で東海道と交差し、永覚新郷、大林、金谷を経て挙母（現在の豊田市中心部）へ至る道が「大浜街道」として、江戸時代の絵図に記されていた。海産物を山間部へ運ぶルートとして寛永年間に整備されたとされ、東海道との交点である大浜茶屋は当時村名にもなっていた。